# Římskokatolická farnost Křižanov
Římskokatolická farnost Křižanov je územním společenstvím římských katolíků v rámci velkomeziříčského děkanství brněnské diecéze.

## O farnosti
Křižanov je poutním místem ke sv. Zdislavě z Lemberka, která se zde kolem roku 1220 narodila. Místní farní kostel má svůj počátek mezi lety 1230–1240, barokně byl upravován v 18. století, a zatím poslední úpravy prodělal v 90. letech 20. století za faráře Metoděje Kotíka. V roce 1994 byla vybudována kaple sv. Ludmily v Horní Libochové.

### Bohoslužby
| Kostel                      | Místo           | Bohoslužba                                                       | Poznámka     |
| --------------------------- | --------------- | ---------------------------------------------------------------- | ------------ |
| Kaple sv. Cyrila a Metoděje | Dobrá Voda      | čtvrtek 18,00                                                    | kaple        |
| Kaple sv. Ludmily           | Horní Libochová | 3. neděle v měsíci 10,30                                         | kaple        |
| Kaple sv. Anny              | Jívoví          | pondělí 17,00                                                    | kaple        |
| Kostel sv. Václava          | Křižanov        | neděle 7,30 (kromě 3. neděle v měsíci ještě v 10,30) pátek 18,30 | farní kostel |

### Duchovní správci
- 1900–1912 P. Ladislav Zavadil
- 1912–1958 P. Alfons Fibich
- 1958–1966 P. František Hanuš
- 1966–2005 Mons. Metoděj Kotík, pak až do smrti výpomocný duchovní
- od r. 2005 do července 2016 P. Tomáš Holcner (nejprve jako administrátor, od roku 2010 jako farář).[1]
- od srpna 2016 vedl farnost R. D. Mgr. Bc. Václav Hejč,[2] nejprve jako administrátor, od srpna 2020 pak jako farář.[3]
- od 15. října 2022 je farářem R. D. Josef Pohanka.

### Primice
Ve farnosti slavil 5. července 2009 primiční mši svatou novokněz Jan Kotík.

## Aktivity farnosti
Den vzájemných modliteb farností za bohoslovce a bohoslovců za farnosti brněnské diecéze i Adorační den připadá na 21. květen.
Na náměstí v Křižanově byl postaven památník svaté Zdislavy od sochaře Otmara Olivy. Památník je ze žuly ve tvaru kruhu o průměru 12 metrů, uvnitř je kašna ve tvaru sférického trojúhelníku a v ní bronzová socha mladé svaté Zdislavy. V rozích kašny vytvořil autor atributy světice. Základní kámen požehnal papež František 17. dubna 2013. Myšlenkovým a symbolickým obsahem památníku je poselství svaté Zdislavy dnešnímu člověku. Slavnostní prezentace sochy se uskutečnila 27. září 2015.